# マレイン酸
マレイン酸（マレインさん、Maleic acid）は、鎖状不飽和ジカルボン酸のひとつである。構造式 HOOC–CH=CH–COOH で表される二価カルボン酸のうち、シス体を指す。同じ示性式だがトランス体であるものは、フマル酸として知られる。
IUPAC名はcis-butenedioic acid (cis-ブテン二酸)。
名称「maleic acid」はテオフィル＝ジュール・ペルーズが命名したもので、リンゴ酸（malic acid）の脱水反応により得られたことにちなむ。

## 化学的性質
ジカルボン酸であるため、水への溶解度が高い（25℃で78g/100mL）。幾何異性体にはトランス型のフマル酸がある。これらは世界で初めて発見された幾何異性体の組である。
加熱すると135℃で分解し、環状の無水マレイン酸が得られる。これはマレイン酸の2つのカルボキシ基が接近した構造をしているためである。
{\displaystyle {\rm {C_{2}H_{2}(COOH)_{2}\longrightarrow C_{4}H_{2}O_{3}+H_{2}O}}}
これに対してフマル酸では、カルボキシ基が接近しないため、マレイン酸のように環状化できない。

## 利用
マレイン酸はクロルフェニラミンと塩にすると抗ヒスタミン薬として用いられるマレイン酸クロルフェニラミン（クロルフェニラミンマレイン酸塩）となる。同じく抗ヒスタミン薬のマレイン酸フェニラミン（フェニラミンマレイン酸塩）やマレイン酸カルビノキサミン（カルビノキサミンマレイン酸塩）なども同様である。さらに、子宮収縮剤のメチルエルゴメトリンマレイン酸塩、Β遮断薬のチモロールマレイン酸塩（マレイン酸チモロール）、腸管などに作用するトリメブチンマレイン酸塩（マレイン酸トリメブチン）、高血圧治療薬のエナラプリルマレイン酸塩（マレイン酸エナラプリル）などのように、医薬品にはマレイン酸との塩の形にしているものが多数存在している。